# 紅糖
紅糖是以甘蔗为原料，经提汁、澄清、煮炼，采用石灰法工艺製炼而成的粗糖，整个加工过程中不加入除石灰外任何化学试剂及食品添加剂，完全保留甘蔗原有风味和营养物质；红糖属于一种非分蜜糖，即未经过分蜜处理制成的糖。

## 名稱
紅糖一詞，其實是中文圈特有的稱謂，而世界上其他國家並不使用這個說法，也不用紅色來形容這種糖。
- 目前，各個中文地區對“紅糖、黑糖、黃砂糖”的定義並不統一。
- 在中國大陸，紅糖也可泛指没有经过完全精煉及未經離心分蜜的帶蜜蔗糖[5]，有地區將其稱為“板糖”或“紅板糖”，與砂糖、冰糖相對。

在欧美，主要有兩種名稱，一個是英語圈的“Brown Sugar”（意為棕色的糖），另一個是法語圈的“Cassonade”（意為破碎的東西）。
- 歐美的紅糖通常指在白砂糖中加入糖蜜後所製成的糖。根据糖蜜含量的不同，歐美的紅糖還可再細分為“Light Brown Sugar”（淺紅糖）与“Dark Brown Sugar”（深紅糖）。
- 由於歐美各國也沒有對紅糖作出一個統一的定義，所以淺紅糖有時又會被等同為原糖（Raw Sugar），而深紅糖會被等同為黑糖（Muscovado）。
- 另外，在英语俚语中，紅糖一詞可能帶有負面含義，例如可暗指鸦片，也可以是對年青黑人女性的一種輕佻可愛的稱謂。

在日本，紅糖寫為“ブラウン・シュガー”，就是英文“Brown Sugar”的片假名音譯。日本人在現實生活中並不常使用紅糖來做菜，而使用顏色更黃的黃砂糖和三温糖。日文的紅糖是一個范圍極大的泛稱，可指代所有不是白色的糖，甚至包括糖果，上述的黃砂糖、三溫糖、黑糖、燒焦的白砂糖等在日文中通通都可以稱作紅糖。

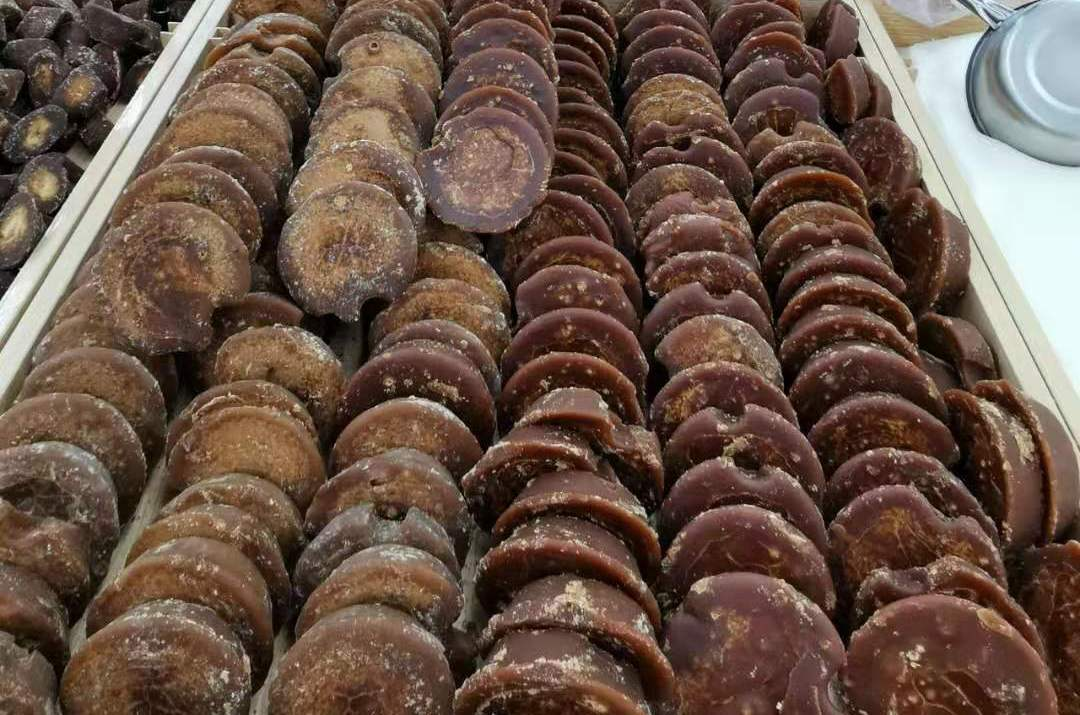
雲南傳統的紅糖
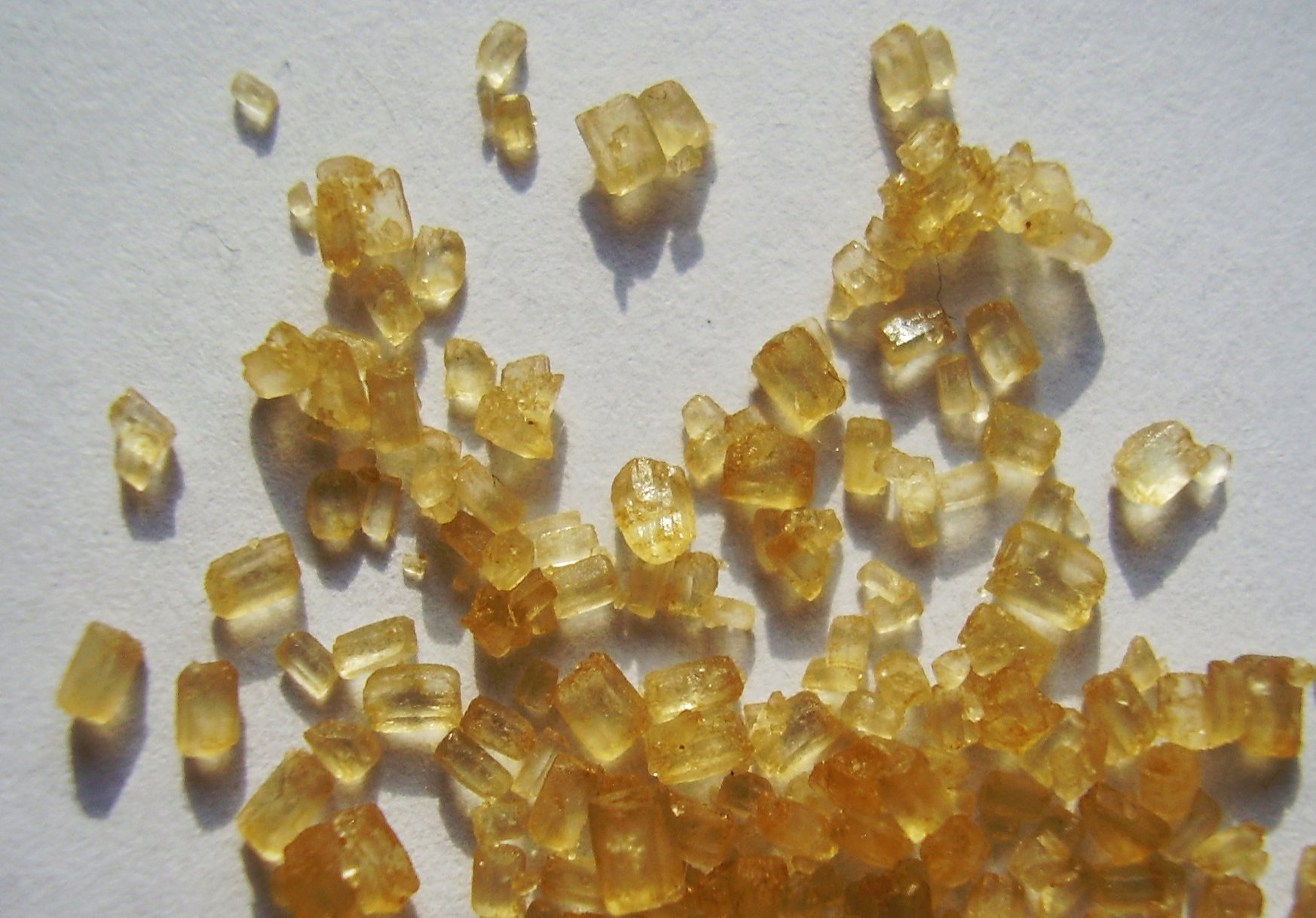
紅糖的透明結小顆粒
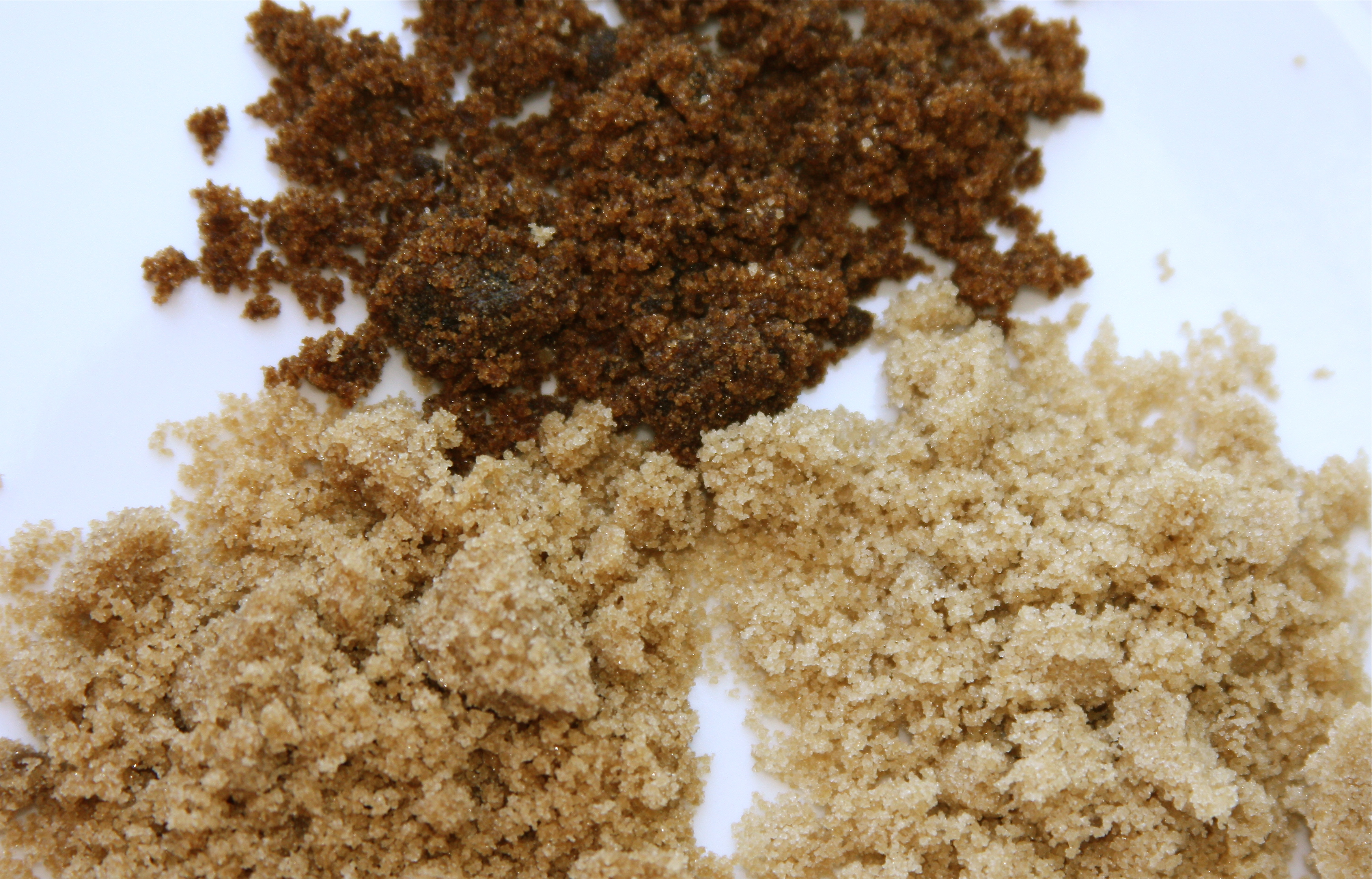
此圖的最上方為黑糖；下方為左邊為深紅糖，右邊為淺紅糖

## 與赤砂糖的區別
紅糖是“甘蔗製糖”製程上第一道產品，呈粉狀且有较多杂質，富涵營養。近年，由於“甜菜製糖”有超越甘蔗製糖的趨勢，因此現代溫帶地區的人較不易分辨傳統紅糖與砂糖的差異，而錯把甜菜糖製品對應上，尤其是常以赤砂糖混淆。但，紅糖能保持蔗糖的天然焦香味道，且紅糖的甜度较砂糖低；因为紅糖甜味的纯度不高，可用来调制饮料或制作西点不会影响其他材料的原味，且具有使糕点质地蓬鬆的效用。

## 成分
紅糖含有超過90%的碳水化合物，主要成分是蔗糖，含量在76.55-89.48%之間；其次是還原糖，占3.69-10.8%；水分占1.5-15.8%。紅糖還含有礦物質（最多3%），主要是鈣、鉀、鈉、氯化物和磷酸鹽，還包括一些必需的營養素或低分子元素、包括鐵、鋅、鎂、銅、鈷、鎳和鉻。紅糖的具體化學成分取決於所用的甘蔗種類，其生長的土壤，施肥的施用方式和加工方法。